# Le Poisson dans l'eau
Le Poisson dans l'eau (titre original : El pez en el agua) est un livre de mémoires de l'écrivain péruvien Mario Vargas Llosa, publié pour la 1re fois en Espagne au mois de mars 1993.
Il paraît en France le 1er février 1995, chez Gallimard, dans la collection Du monde entier, traduit de l'espagnol par Albert Bensoussan.
Cette biographie couvre alternativement deux périodes décisives dans la vie de Mario Vargas Llosa; celle d'abord de ses années d'enfance et de jeunesse, à partir de ses 10 ans jusqu'à son départ du Pérou pour l'Europe, en 1958, puis les trois années, de 1987 à 1990, consacrées à la campagne présidentielle péruvienne et sa défaite, le 10 juin 1990, à l'issue du second tour, face à Alberto Fujimori. 
Le livre débute par la surprenante et traumatisante nouvelle faite par sa mère à Mario, alors âgé de 10 ans et prétendument orphelin de père; ce dernier, en réalité, est bien vivant. Il a quitté femme et enfant peu de temps après la naissance de son fils et après ses dix années d'absence, ruiné par des déboires financiers, il revient vivre avec eux. Les relations père-fils sont très conflictuelles, parfois physiquement violentes et le choix de Mario Vargo Llosa d'étudier à l'Académie militaire Leoncio Prado est l'occasion pour lui de s'éloigner de la cellule familiale à l'âge de 14 ans.
Dans les derniers jours de décembre 1952, il rejoint Lima, s’installe chez ses grands-parents dans la grande maison de la rue Porta. Il prépare son entrée à la faculté de lettres rue Padre Jéronimo. Il noue d’étroites relations avec deux étudiants de l’université San Marcos qu’il rejoint souvent rue Dupetit-Thouars chez Léa ou avenue d’Arequipa chez Félix, tout près d’Angamos, hantant la petite librairie de la rue Pando.
Il raconte aussi sa vie avec sa tante Julia par alliance, sœur cadette de sa tante Olga (l'épouse de son oncle), épisode tragi-comique de leur liaison puis de leur mariage, face à l’opposition de toute la famille Llosa et surtout de son père qui va réagir assez violemment au coup de force de son fils. C'est avec Julia, en assistant à la maltraitance d’animaux dans un chenil qu’il eut l’idée du début de son roman " Conversation à la Cathédrale ".
L'écrivain règle également ses comptes avec les intellectuels péruviens dont les points de vue, essentiellement politiques, divergent des siens. Il attaque, entre autres, l'écrivain Julio Ramón Ribeyro, son ami pendant près de trente ans; les deux hommes de lettres se sont rencontrés la première fois en 1958 puis ont été collègues au début des années 1960 à l'Agence France-Presse. Julio Ramón Ribeyro meurt d'un cancer quelques mois après la sortie du livre.